# آنخل گابیلوندو
آنخل گابیلوندو (انگلیسی: Ángel Gabilondo؛ زادهٔ ۱ مارس ۱۹۴۹) یک سیاست‌مدار اهل اسپانیا است.